# Acacia ouyrarema
Acacia ouyrarema är en ärtväxtart som beskrevs av Dc. Acacia ouyrarema ingår i släktet akacior, och familjen ärtväxter. Inga underarter finns listade i Catalogue of Life.